# Artur Akóyev
Artur Vladímirovich Akóyev –en ruso, Артур Владимирович Акоев– (Digora, 2 de enero de 1966) es un deportista ruso de origen osetio que compitió para la Unión Soviética en halterofilia.
Participó en los Juegos Olímpicos de Barcelona 1992, obteniendo una medalla de plata en la categoría de 110 kg. Ganó tres medallas en el Campeonato Mundial de Halterofilia entre los años 1990 y 1994, y dos medallas en el Campeonato Europeo de Halterofilia, oro en 1991 y bronce en 1987.

## Palmarés internacional
| Representando a la URSS           |                           |                   |           |
| Campeonato Mundial                |                           |                   |           |
| Año                               | Lugar                     | Medalla           | Categoría |
| 1990                              | Budapest (Hungría)        | Medalla de plata  | +110 kg   |
| 1991                              | Donaueschingen (Alemania) | Medalla de oro    | 110 kg    |
| Campeonato Europeo                |                           |                   |           |
| Año                               | Lugar                     | Medalla           | Categoría |
| 1987                              | Reims (Francia)           | Medalla de bronce | 110 kg    |
| 1991                              | Władysławowo (Polonia)    | Medalla de oro    | 110 kg    |
| Representando al Equipo Unificado |                           |                   |           |
| Juegos Olímpicos                  |                           |                   |           |
| Año                               | Lugar                     | Medalla           | Categoría |
| 1992                              | Barcelona (España)        | Medalla de plata  | 110 kg    |
| Representando a Rusia             |                           |                   |           |
| Campeonato Mundial                |                           |                   |           |
| Año                               | Lugar                     | Medalla           | Categoría |
| 1994                              | Estambul (Turquía)        | Medalla de bronce | 108 kg    |